# تغيير التوجه السياسي

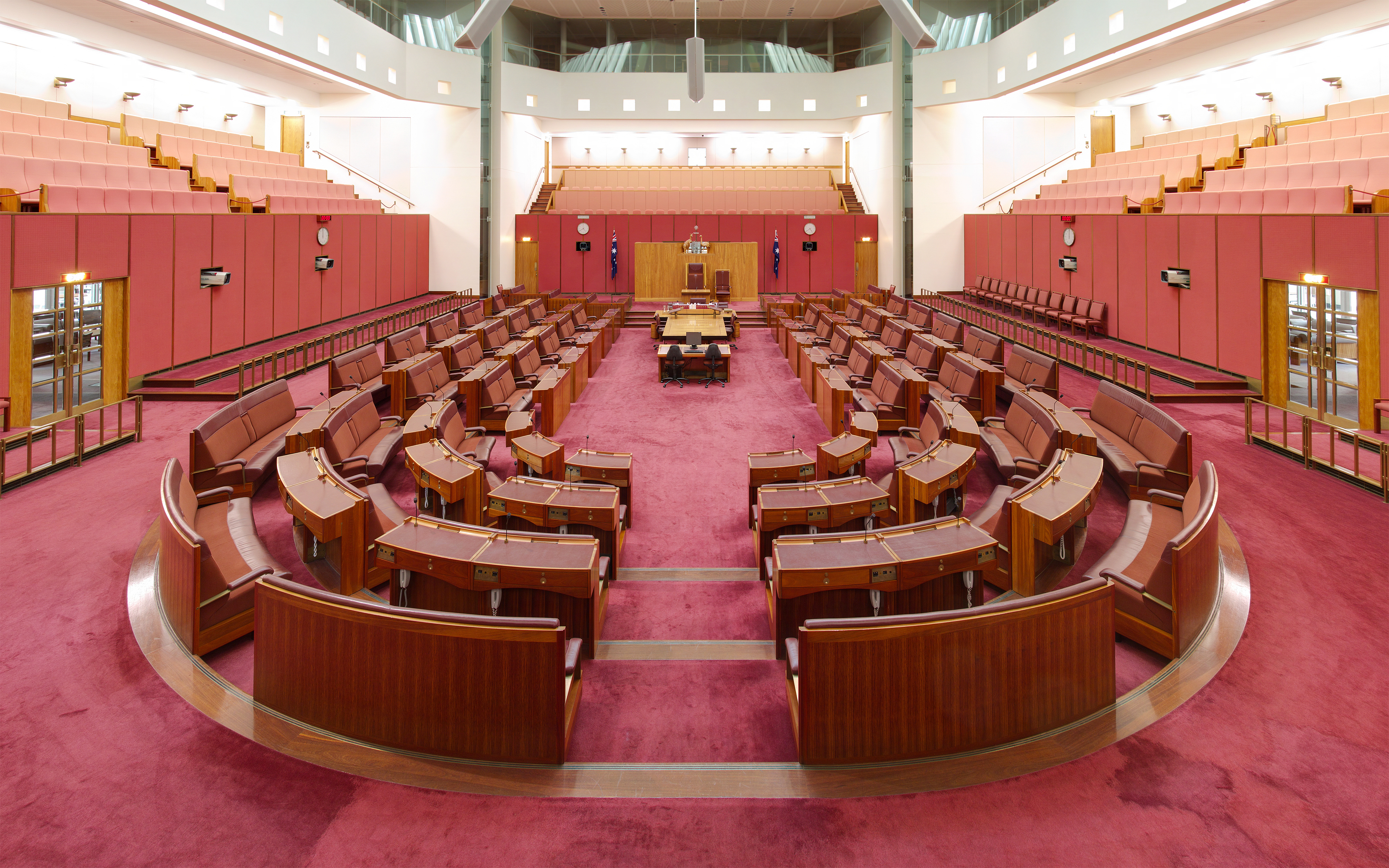
في مجلس الشيوخ الأسترالي ، يصوت أعضاء مجلس الشيوخ لصالح الاقتراح من خلال الجلوس على المقاعد على يمين الرئيس (يسار الصورة)، وضده من خلال الجلوس على المقاعد على يسار الرئيس (يمين الصورة)

في بعض الأنظمة البرلمانية (مثلا ، في كندا والمملكة المتحدة )، يقال إن السياسيين يغيرون الولاء للحزب إذا قاموا رسميًا بتغيير انتمائهم السياسي إلى حزب سياسي مختلف عن الحزب الذي تم انتخابهم بموجبه في البداية. بالرغم من انه في أستراليا ، يشير هذا المصطلح ببساطة إلى أعضاء البرلمان (MPs) الذين ينشقون عن صف الحزب ويصوتون ضد التعليمات الصريحة عن سوط الحزب مع الاحتفاظ بالعضوية لحزبهم السياسي (على الأقل في ذلك 
الوقت ).
قد يؤدي التصويت ضد توجه الحزب إلى اثار سلبية مثل فقدان منصب ( مثلا، كوزير أو ناقد المناصب الوزارية) أو الخروج من تجمع الحزب. بينما  يسمح بهذه السلوكيات قانونًا في اكثر البلدان،  فان تخطيها قد يؤدي إلى الخلاف واهتمام وسائل الإعلام. ففي بعض الدول مثل ماليزيا ، الهند ،  جزر المالديف وبنغلاديش  لها قوانين تقوم بعزل عضو من البرلمان بسبب تغيير الحزب .

## اصل المصطلح
يعود اصل هذا المصطلح الى  مجلس العموم البريطاني ، الذي  تم تشكيله بحيث  يكون اعضاء الحكومة والمعارضة  على صفوف من المقاعد المتقابلة .  وفقا لذلك، فإن النواب الذين يغيرون من الحزب الحاكم إلى حزب المعارضة (أو العكس) يغيرون أيضًا الجانب الذي يجلسون فيه . ومن الأمثلة الظاهره على ذلك ونستون تشرشل ، الذي غير حزبه من المحافظين إلى الليبراليين في عام 1904، ثم عاد مجددا في عام 1924. فقد توارث هذا المصطلح للاستخدام العام في الديمقراطيات البرلمانية الأخرى في وستمنستر حتى لو كان لدى العديد من هذه البلدان مجلس مناقشة نصف دائرية أو على شكل حدوة حصان .
وبطريقه اخرى ، يظهر المعنى  المرتبط بأستراليا من العمليه التي يتم بها التقسيمات - التصويت بناء على نداء الأسماء.  في المجالس  الأسترالية، يغير الأعضاء المقاعد الحكومية (على يمين الرئيس) للتصويت لصالح الاقتراح، ومقاعد المعارضة (على يسار الرئيس) للتصويت ضد الاقتراح. ولذلك، فإن النائب الذي يغير حزبه غالبا ما يكون على الجانب الآخر من المجلس عن بقية الحزب، وفي اقتراحات الحكومة في كثير من الأحيان على الجانب المقابل  من المجلس الذي يجلسون فيه غالبا
في نيجيريا ، يتم استخدام مصطلح "تغيير الولاء الحزبي ".  في الهند، هناك تعبير مشابه هو " آيا رام جايا رام "، في إشارة إلى تغيير الولاء السياسي. 

## تغيير الأحزاب
في المملكة المتحدة وكذلك كندا، تغيير الحزب يعني ترك الحزب بالكامل او الانضمام  مع تجمع حزبي آخر. فمثلا، ترك حزب المعارضة لدعم الحكومة (أو العكس)، أو ترك الحزب الذي ترشح معه في الانتخابات أو خروجه منه والجلوس كحزب مستقل واضح  ، أو حتى ترك حزب معارضة للانضمام  مع حزب آخر. وفي كلا البلدين، يشير هذا المصطلح لهذا المعنى دون سواه . وليس بمجرد التصويت ضد توجه الحزب في  اي مشروع قانون
في شهر أبريل عام 2006، اقترح غاري دوير، رئيس وزراء مانيتوبا آنذاك من الحزب الديمقراطي الجديد في مانيتوبا، حظر تغيير المقاعد في المجلس التشريعي لمانيتوبا ردًا على "المخاوف التي أعرب عنها بعض الناخبين بشأن الانشقاقات البارزة لثلاثة نواب فيدراليين من أحزابهم". في ما يزيد قليلاً عن عامين".  التشريع الناتج، الذي عدل قانون الجمعية التشريعية الإقليمية، ينص على أن أعضاء الهيئة التشريعية الذين استقالوا (أو طُردوا من) حزبهم السياسي يجب عليهم أن يقضوا ما تبقى من فترة ولايتهم كمستقلين. و لكن في عام 2018، ألغت حكومة المحافظين التقدميين بقيادة بريان باليستر مشروع القانون. 
حدث مثال استثنائي في ألبرتا، كندا، في شهر ديسمبر لعام 2014 على يد دانييل سميث ، زعيمة المعارضة الرسمية. فقد غيرت  انتمائها هي وثمانية من اعضاء MLAs، جميعهم من حزب Wildrose ، للانضمام الى  رابطة المحافظين التقدميين الحاكمة في ألبرتا .  في عام 2019، انفصل أحد عشر نائبًا بريطانيًا عن كلا حزبي المحافظين والعمل ليكونوا حزب التغيير البريطاني . ففي شهر سبتمبر عام 2019، خسر حزب المحافظين الحاكم أغلبيته العاملة عندما انفصلالنائب فيليب لي وانضم إلى حزب الديمقراطيين الليبراليين خلال  الخطاب الأول لرئيس الوزراء الجديد بوريس جونسون .  في 19 يناير 2022، غير   كريستيان ويكفورد ، النائب المحافظ عن منطقة بوري ساوث ، ولائه  الحزبي الى حزب العمال . 

## التصويت ضد صفوف الحزب
في بعض البلدان، تصف عبارة "تغيير الولاء الحزبي " لاعضاء حزب أو أحزاب حكومية انفصلوا عن طريق التصويت مع المعارضة ضد بعض التشريعات التي ترعاها الحكومة. تتيح الأحزاب السياسية عادة لأعضائها التصويت الحر في بعض القضايا المتعلقة بالضمير الشخصي. ، أحد الأحزاب الرئيسية في استراليا ، يطلب حزب العمال الأسترالي من أعضائه الالتزام بدعمهم للقرارات الجماعية للتجمع،  وهو ما يصدهم نظريًا من " تغيير الحزب "  في اطار هذا المعنى؛ ومع ذلك، من الناحية العملية، يتغاضى بعض أعضاء حزب العمال  عن هذا الالتزام ، بالرغم من الإجراءات التأديبية التي قد تترتب على ذلك. من بين الأحزاب الأخرى، يعد تغيير الحزب أمرًا نادرًا، على الرغم من أن السيناتور بارنابي جويس من الحزب الوطني الأسترالي قد غير حزبه 28 مرة.  صوت عضو مجلس الشيوخ عن ولاية تسمانيا، السير ريج رايت ، ضد حزبه، الحزب الليبرالي الأسترالي ، في 150 مناسبة، وهو ما اعتبر رقمًا قياسيًا لهذا الشكل من تغيير الولاء  الحزبي في البرلمان الأسترالي.

## أنظر أيضا
- آيا رام جايا رام، مصطلح يستخدم في الهند للسياسيين الذين
- يغيرون أحزابه الممر (مصطلح سياسي)
- تصويت الضمير
- تصويت كروس أوفر
- التغيير الحزبي (جنوب أفريقيا)
- كاتاك (ماليزيا)
- قائمة السياسيين البريطانيين الذين غيروا حزبهم السياسي
- قائمة السياسيين الكنديين الذين غيروا الحزب
- قائمة ممثلي الولايات المتحدة الذين غيروا أحزابهم
- قائمة أعضاء مجلس الشيوخ الأمريكيين الذين غيروا أحزابهم
- تبديل الطرف لمفهوم مماثل
- Trasformismo لمفهوم مماثل في إيطاليا واكا القفز
- سوط (السياسة)، في سياسة المملكة المتحدة، يُعرف التصويت ضد صف  الحزب باسم «تحدي السوط»
- الانضباط الحزبي

## ملحوظات
المستقلون هم نواب ليسوا أعضاء في أي حزب معترف به في مجلس النواب، وهو مما قد يحدث لمجموعة من الأسباب. قد يكون لمجلس النواب حد أدنى لحجم التجمع الحزبي للاعتراف بالحزب (متميز عن هيئة الرقابة الانتخابية)، لذلك إذا تم انتخاب واحد أو اثنين فقط من السياسيين من حزب صغير، فإن حزبهم لا يُمنح مكانة ويعاملون كمستقلين. يمكن أن يتعلق سبب آخر على سبيل المثال بوفاة مرشح الحزب بعد طباعة بطاقات الاقتراع ولكن قبل بدء الاقتراع، لذلك يترشح المرشح البديل بشكل مستقل ولكنه يتعهد بذلك «خذ سوط» الحزب العاشر. هذه الأمثلة ليست نواب مستقلون «واضحون»، على عكس شخص يستقيل من الحزب Y معلناً أنه لم يعد بإمكانهم من حيث المبدأ البقاء معه، أو أي شخص ترشح وانتخب على برنامج ضد جميع الأحزاب الحالية.